# Bolesław Mierzejewski

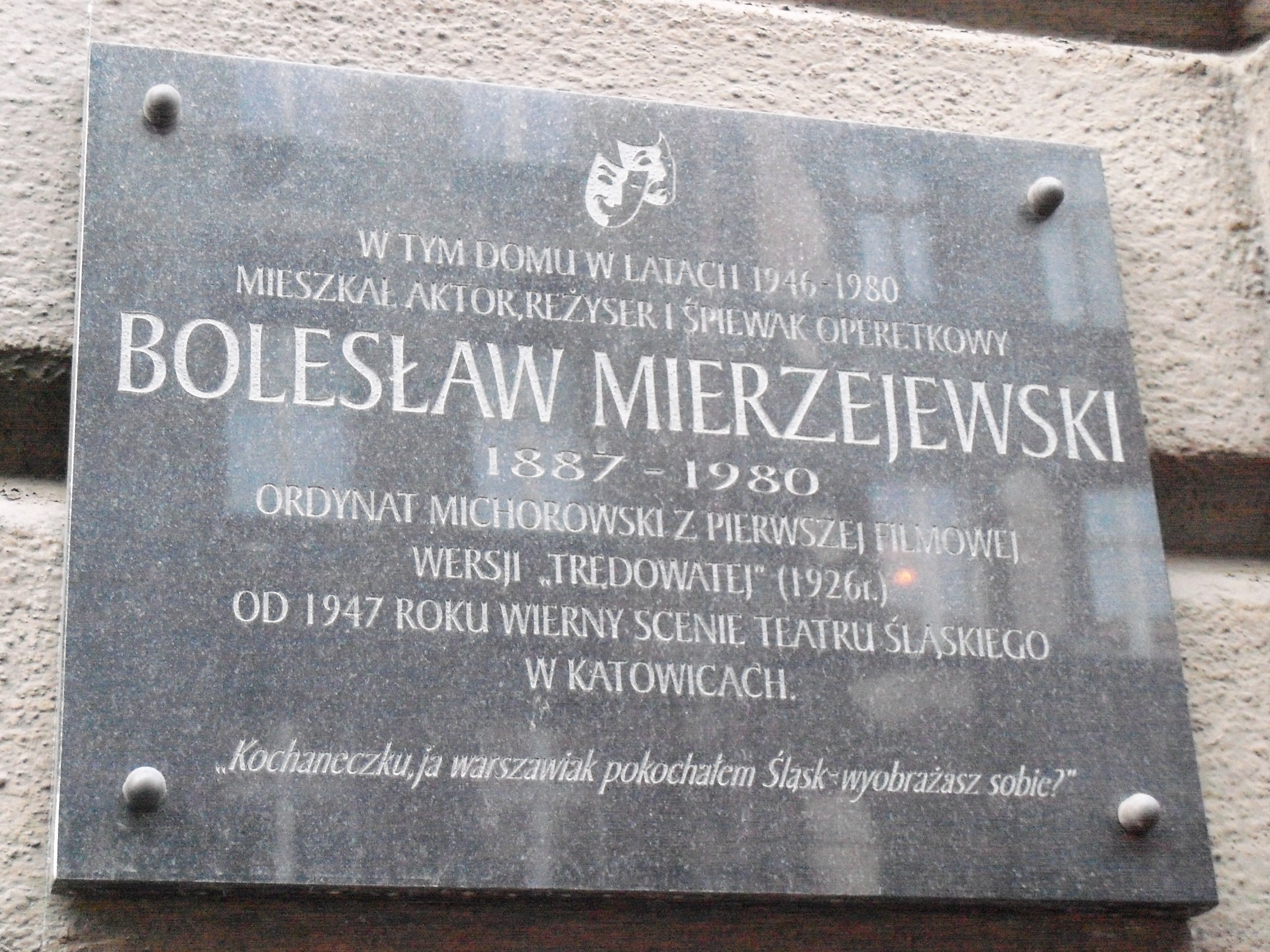
Tablica pamiątkowa na fasadzie budynku przy ul. Gliwickiej 9 w Katowicach

Bolesław Mierzejewski, pseudonim Szeliga (ur. 7 października 1887 w Warszawie, zm. 7 października 1980 w Katowicach) – polski aktor filmowy i teatralny, śpiewak operetkowy oraz reżyser.

## Życiorys
Był synem Stanisława i Joanny z domu Charlee. Pochodził z zubożałej po 1863 roku szlachty. Był uczniem warszawskiego Liceum im. Konopczyńskiego, z którego został wyrzucony za udział w strajku szkolnym w 1905.
Zadebiutował w grudniu 1905 roku w Warszawskiej Drużynie Dramatycznej. W latach 1908–1909 w trakcie nauki w Szkole Aplikacyjnej przy WTR występował w przedstawieniach teatrów: Rozmaitości, Małego i Letniego. Po skończeniu szkoły, został zaangażowany do Teatru Małego. W trakcie swojej dalszej kariery był członkiem zespołów: Teatru Miejskiego w Grodnie (1934–35), Teatru Ziemi Pomorskiej w Toruniu (1935–37), Teatru Nowego w Poznaniu (1936), Teatrów Miejskich we Lwowie (1937–38), Teatru Miejskiego w Bydgoszczy (1938–39), Operetki Poznańskiej (1939).
Przed wojną występował również w teatrach operetkowych i kabaretach w Warszawie („Morskie Oko”, „Cyrulik Warszawski”, „Banda”, „Znicz” i inne).
Od roku 1916 grał w filmie. Niekwestionowaną popularność zdobył jako pierwszy amant polskiego kina przedwojennego. Najsłynniejszą była rola Ordynata Michorowskiego w Trędowatej (1926).
W czasie wojny pracował jako kelner w kawiarni "Znachor", w której kasjerem był jego przyjaciel Karol Adwentowicz. W tym czasie poznał ukrywającą się w Warszawie wraz z trójką dzieci Władysławę Korol (z domu Lazar), wdowę po poległym w sierpniu 1940 r. Józefie Korolu, pierwszym komendancie Okręgu Śląskiego ZWZ. Był członkiem Armii Krajowej i brał udział w powstaniu warszawskim.
W 1946 roku przeprowadził się wraz z poślubioną Władysławą Korol na stałe do Katowic, gdzie urodził się ich syn Ksawery. Do śmierci w 1980 roku mieszkał przy ul. Gliwickiej 9. W Katowicach  występował do 1976 r. w Teatrze Śląskim, a do końca życia był zaliczany w poczet członków zespołu. W radiu i telewizji pojawiał się głównie jako śpiewak operetkowy.
21 lipca 1972 został odznaczony Orderem Sztandaru Pracy I klasy.
Jest autorem wspomnień Maraton z Melpomeną (Wydawnictwo: Śląsk, Katowice 1980).
Bolesław Mierzejewski spoczywa na cmentarzu Powązkowskim w Warszawie (kwatera 198-4-13/14).

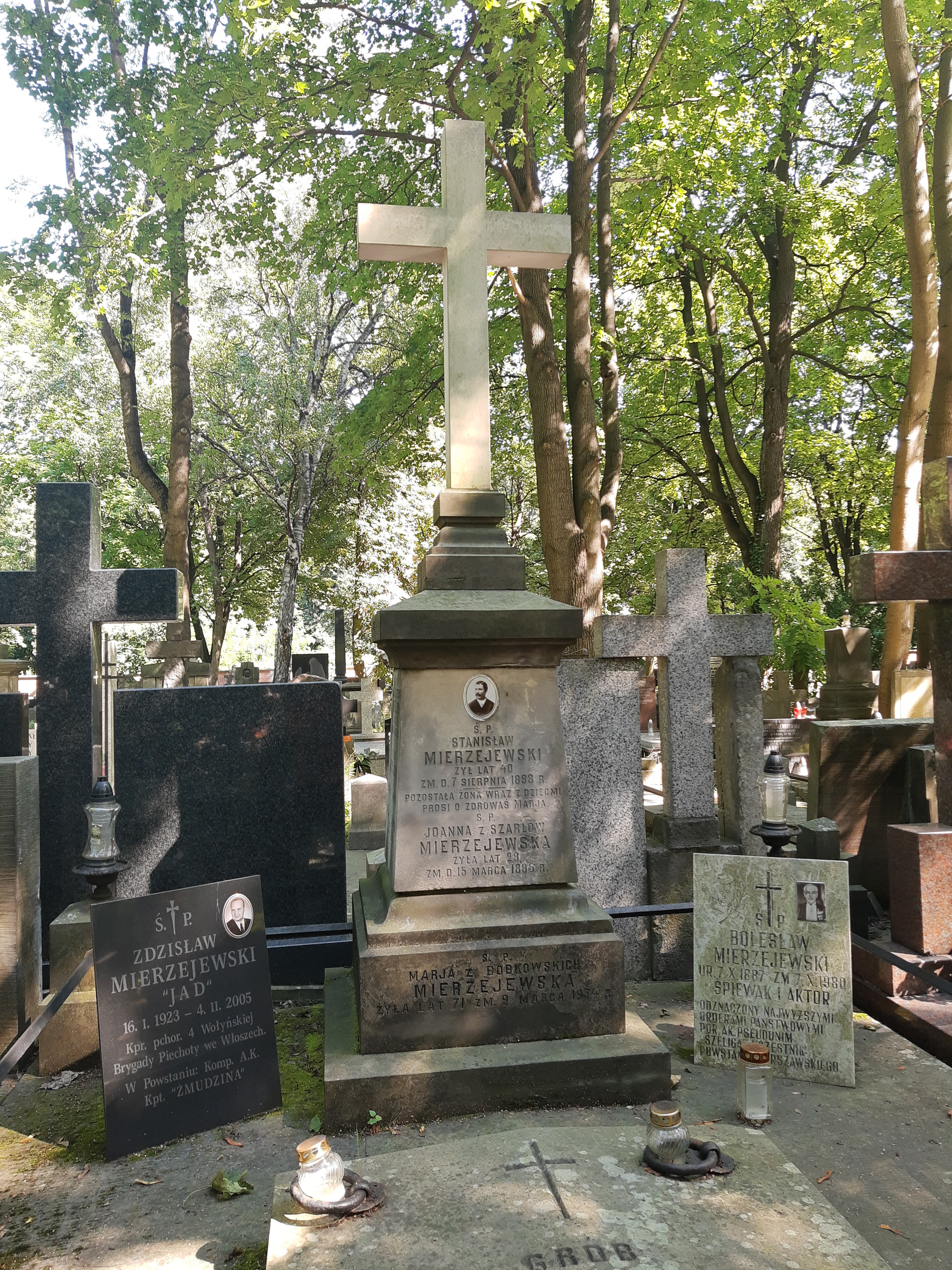
Grób Bolesława Mierzejewskiego na Starych Powązkach

## Przedstawienia teatralne (wybór)
- 1918 – Krysia Leśniczanka teatr „Nowości”
- 1919 – Orfeusz w piekle Teatr Stołeczny
- 1920 – Gri-gri
- 1920 – Księżniczka Czardasza
- 1920 – Choć na świecie dziewcząt roje
- 1920 – Sybilla
- 1923 – Wróg kobiet
- 1923 – Bajadera
- 1923 – Frasquita
- 1925 – Księżniczka w masce
- 1926 – Wieszczka wód teatr „Nowości”
- 1926 – Manewry jesienne
- 1926 – Cnotliwa Zuzanna
- 1926 – Halo. Nowości teatr „Nowości”
- 1926 – Królowa
- 1928 – Najpiękniejsza z kobiet
- 1929 – Jasnowłosy Cygan, teatr „Znicz”
- 1931 – Damski raj, teatr „Kometa”
- 1932 – Hip, hip, hura „Morskie Oko”

## Filmografia
- 1973 – Sanatorium pod klepsydrą jako Franciszek Józef, postać w panoptikum
- 1951 – Gromada jako Szwagier młynarza, sekretarz sądu
- 1951 – Młodość Chopina jako Profesor Linde
- 1935 – Manewry miłosne
- 1935 – Wacuś
- 1933 – Romeo i Julcia jako Komisarz policji
- 1932 – Księżna Łowicka
- 1930 – Dusze w niewoli jako Jerzy Sielski
- 1929 – Mocny człowiek jako Dyrektor teatru Ateneum
- 1929 – Tajemnica skrzynki pocztowej
- 1928 – Przedwiośnie jako Hipolit Wielosławski
- 1926 – Trędowata jako Waldemar Michorowski
- 1923 – Od kobiety do kobiety jako	Tenor operowy Henryk Arto
- 1922 – Chłopi jako Syn organiściny
- 1922 – Kizia - Mizia jako Fonsio
- 1919 – Kobieta, która widziała śmierć
- 1919 – Przestępcy	jako Zdzisław Ruszczyc
- 1916 – Pod jarzmem tyranów jako Henryk, narzeczony Marii